# Montserrat Casas
Montserrat Casas Ametller (Hostalrich (Gerona), 6 de septiembre de 1955 - Barcelona, 30 de marzo de 2013) fue una física y científica española nombrada en 2007 rectora de la Universidad de las Islas Baleares convirtiéndose en una de las diez únicas rectoras de la universidad española de la época.

## Biografía
Licenciada (1971) y doctorada (1981) en ciencias físicas por la Universidad Autónoma de Barcelona, desde 1984 fue catedrática de la UIB. Era catedrática de Física Atómica, Molecular y Nuclear desde 1994 y, como científica, su línea de trabajo se centró en el estudio de sistemas cuánticos y la contaminación radiactiva ambiental. 
Fue elegida rectora tras ganar las elecciones el 28 de marzo de 2007 y obtener en la segunda vuelta de las elecciones el 59,45% de los votos frente al 40,55% que consiguió su oponente Sergio Alonso, catedrático de meteorología. Sucedió en el cargo a Avelíno Blasco. 
Murió en Barcelona el 30 de marzo de 2013 de cáncer.

## Reconocimientos
En 2021, el premio Ciudad de Palma denominó a sus galardones con los nombres de Montserrat Casas, María Forteza, Caty Juan de Corral y Margaluz en su honor.